# Loveaholic
Loveaholic es el segundo álbum de la cantante murciana Ruth Lorenzo, el disco fue lanzado el 9 de marzo de 2018. El primer sencillo del álbum se estrenó el 13 de octubre de 2017, llamado 'Good Girls Don't Lie' alcanzó el número 1 en iTunes, tras varios meses se anunció que el lanzamiento del disco se retrasaría a marzo y que durante el mes de febrero se lanzarían diferentes singles promocionales, el primero el 14 de febrero llamado My Last Song que alcanzó la tercera posición en iTunes. El 23 de febrero se publicará el tercer sencillo titulado Loveaholic el cual da nombre al disco y el 2 de marzo Bring Back The New.
Para la promoción del álbum, Lorenzo interpretó el primer sencillo en varios programas de TV y radio en España. Asimismo, en febrero inició la gira The Loveaholic Tour, recorriendo 19 ciudades.
El día de su lanzamiento alcanzó la tercera posición en iTunes España, 12 en Holanda y 193 en Reino Unido. La canción 'The First Man' entró en el 95 de la lista de canciones de iTunes. Meses más tarde tras su actuación en la final de Factor X España el álbum alcanzó la primera posición en iTunes España.

## Lista de canciones
| N.º | Título                        | Duración |  |
| 1.  | «Bring Back The New»          | 3:36     |  |
| 2.  | «Good Girls Don't Lie»        | 3:52     |  |
| 3.  | «The First Man»               | 3:47     |  |
| 4.  | «Ride»                        | 2:58     |  |
| 5.  | «Loveaholic»                  | 3:14     |  |
| 6.  | «My Last Song»                | 4:25     |  |
| 7.  | «Bodies»                      | 3:33     |  |
| 8.  | «Moscas Muertas»              | 3:48     |  |
| 9.  | «Freaks»                      | 3:07     |  |
| 10. | «Spanish Guitar»              | 3:20     |  |
| 11. | «Another Day» (con Jeff Beck) | 4:47     |  |
| 12. | «Amanecer»                    | 2:43     |  |

- Referencia[2][3]

## Listas

### Semanales
| País   | Lista           | Posición de ingreso | Mejor posición | Semanas en la mejor posición | Semanas en la lista | Última semana | Ref.  |
| ------ | --------------- | ------------------- | -------------- | ---------------------------- | ------------------- | ------------- | ----- |
| España | Top 100 Álbumes | 9                   | 9              | 1                            | 6                   | 48            | [ 4 ] |